# Ергатикес Катикијес
Ергатикес Катикијес (грч. Εργατικές Κατοικίες) је насељено место у општини Илиџијево у периферији Средишња Македонија, Грчка. Према попису из 2021. године било је 255 становника.
Ергатикес Катикијес се води као посебно насеље од 2013. године.